# Elecciones presidenciales de Argentina de 1886
Las elecciones presidenciales de Argentina de 1886 se llevaron a cabo para elegir al presidente de la República Argentina, que debía suceder a Julio A. Roca. Resultó elegido Miguel Juárez Celman, concuñado de Roca y también miembro del Partido Autonomista Nacional, que gobernó ininterrumpidamente el país desde 1874 hasta 1916, sin alternancia y bajo un virtual régimen de partido único. La presidencia de Juárez Celman formó parte de la llamada «república conservadora» o «república oligárquica». Juárez Celman dimitió en 1890 tras la sangrienta Revolución del Parque que lideraron Bartolomé Mitre y Leandro Alem, razón por la cual fue reemplazado hasta el final del mandato, por su vicepresidente Carlos Pellegrini.
Las elecciones se realizaron bajo el régimen de «voto cantado», caracterizado históricamente por el fraude electoral masivo, la violencia en los comicios, el voto venal (pago) y la baja participación, sin que se permitiera votar ni ser elegidas a las mujeres. Solo concurrió a votar el 2% de la población. La Constitución establecía que la elección del presidente y vicepresidente debía realizarse en forma indirecta y por separado, delegando la elección final de cada uno, en colegios electorales provinciales integrados por representantes elegidos en la elección primaria, por el sistema de lista completa, siendo electos todos los candidatos más votados, en cada distrito electoral.
Juárez Celman triunfó en doce de los quince distritos electorales entonces existentes, siendo derrotado en la Provincia de Buenos Aires (donde ganó Manuel Ocampo) y en Tucumán (donde ganó Bernardo de Irigoyen); Salta no votó. En 1880, la Ciudad de Buenos Aires había sido federalizada, reconociéndose el derecho de sus habitantes a elegir a las autoridades nacionales, razón por la cual se constituyó en un distrito electoral autónomo, que se sumó a las catorce provincias. Adicionalmente, desde fines de la década de 1870, la República Argentina había extendido su territorio hacia la Patagonia y la llanura pampeana en el sur y hacia la llanura chaqueña en el norte, creando ocho territorios nacionales; por su parte, la provincia de Corrientes aceptó que la mayor parte de la región misionera, que ocupaba desde la década de 1820, se separara y pasara también a constituir un territorio nacional, el noveno. Por no haber sido constituidos como provincias, los habitantes de los territorios nacionales no tenían derecho a elegir al presidente, a los parlamentarios, ni a las autoridades del territorio, quedando así excluidos de los derechos electorales.
En estas las elecciones la Unión Católica presentó como candidato a presidente de la Nación a José Benjamín Gorostiaga, pero renunció a la postulación cuando tenía posibilidades de serlo, para dedicarse a su función de juez. Finalmente, la Unión Católica logró dos bancas en la Cámara de Diputados de la Nación: José Manuel Estrada y Pedro Goyena.

## Resultados del Colegio Electoral
Los colegios electorales se reunieron el 13 de junio de 1886, en cada una de las capitales provinciales y en la Ciudad de Buenos Aires. El 14 de agosto de 1886 la Asamblea Legislativa, la Cámara de Diputados y el Senado, dio la aprobación definitiva de las elecciones.
| Candidato a Presidente | Candidato a Presidente | Partido                      | Votos Electorales |
| ---------------------- | ---------------------- | ---------------------------- | ----------------- |
|                        | Miguel Juárez Celman   | Partido Autonomista Nacional | 168               |
|                        | Manuel Anselmo Ocampo  | Partidos Unidos              | 32                |
|                        | Bernardo de Irigoyen   | Partidos Unidos              | 13                |
| Total de votos         | Total de votos         | Total de votos               | 213               |
| No votaron             | No votaron             | No votaron                   | 19                |
| Total de electores     | Total de electores     | Total de electores           | 232               |

| Candidato a Vicepresidente | Candidato a Vicepresidente | Partido                      | Votos Electorales |
| -------------------------- | -------------------------- | ---------------------------- | ----------------- |
|                            | Carlos Pellegrini          | Partido Autonomista Nacional | 179               |
|                            | Rafael García              | Partidos Unidos              | 28                |
|                            | Luis Sáenz Peña            | Partidos Unidos              | 3                 |
|                            | Bartolomé Mitre            | Partidos Unidos              | 3                 |
| Total de votos             | Total de votos             | Total de votos               | 213               |
| No votaron                 | No votaron                 | No votaron                   | 19                |
| Total de electores         | Total de electores         | Total de electores           | 232               |

### Resultados por provincia
| Provincia           | Presidente    | Presidente | Presidente |            | Vicepresidente | Vicepresidente | Vicepresidente | Vicepresidente |  | No votaron |
| Provincia           | Juárez Celman | Ocampo     | Irigoyen   | Pellegrini | García         | Sáenz Peña     | Mitre          |                |  | No votaron |
| ------------------- | ------------- | ---------- | ---------- | ---------- | -------------- | -------------- | -------------- | -------------- |  | ---------- |
| Buenos Aires        |               | 31         |            |            |                | 28             |                | 3              |  | 5          |
| Capital Federal     | 22            |            |            | 22         |                |                |                |                |  |            |
| Catamarca           | 12            |            |            | 12         |                |                |                |                |  |            |
| Córdoba             | 26            |            |            | 26         |                |                |                |                |  |            |
| Corrientes          | 15            |            |            | 15         |                |                |                | 1              |  |            |
| Entre Ríos          | 18            |            |            | 18         |                |                |                |                |  |            |
| Jujuy               | 8             |            |            | 8          |                |                |                |                |  |            |
| La Rioja            | 8             |            |            | 8          |                |                |                |                |  |            |
| Mendoza             | 10            |            |            | 10         |                |                |                |                |  |            |
| Salta               | No votó       | No votó    | No votó    | No votó    | No votó        | No votó        | No votó        | 12             |  |            |
| San Juan            | 10            |            |            | 10         |                |                |                |                |  |            |
| San Luis            | 10            |            |            | 10         |                |                |                |                |  |            |
| Santa Fe            | 11            |            |            | 11         |                |                |                | 1              |  |            |
| Santiago del Estero | 18            |            |            | 18         |                |                |                |                |  |            |
| Tucumán             |               | 1          | 13         | 11         |                | 3              |                |                |  |            |
| Total               | 168           | 32         | 13         |            | 179            | 28             | 3              | 3              |  | 19         |